# Globoppia hamiltoni
Globoppia hamiltoni är en kvalsterart som först beskrevs av Sandór Mahunka 1988.  Globoppia hamiltoni ingår i släktet Globoppia och familjen Oppiidae. Inga underarter finns listade i Catalogue of Life.